# Tut (Adıyaman)
Tut ist eine Stadt und zugleich ein Landkreis in der türkischen Provinz Adıyaman in Südostanatolien. Die Stadt Tut liegt 59 Kilometer östlich von Adıyaman und beherbergt etwa 37 Prozent der Landkreisbevölkerung.
Der Landkreis Tut liegt im Nordosten der Provinz, grenzt an die Provinz Malatya und ist seit 1990 ein eigenständiger Landkreis. Neben Tut als einzige Stadt besteht der Kreis aus 14 Dörfern (Köy), mit durchschnittlich 420 Einwohnern. Kaşlıca (1268 Einw.) hat als einziges Dorf mehr als 1000 Einwohner, weitere fünf Dörfer haben mehr Einwohner als der Durchschnitt. Die Bevölkerungsdichte erreicht nicht einmal die Hälfte des Provinzwertes. Der ländliche Bevölkerungsanteil beträgt mehr als 63 Prozent.